# Anchorage Provincial Park
Anchorage Provincial Park är en park i Kanada.   Den ligger i countyt Charlotte County och provinsen New Brunswick, i den sydöstra delen av landet, 700 km öster om huvudstaden Ottawa. Anchorage Provincial Park ligger 17 meter över havet. Den ligger på ön Grand Manan Island.
Terrängen runt Anchorage Provincial Park är platt. Havet är nära Anchorage Provincial Park åt sydost. Trakten är glest befolkad. 
I omgivningarna runt Anchorage Provincial Park växer i huvudsak blandskog.